# Gyékényes
Gyékényes là một thị trấn thuộc hạt Somogy, Hungary. Thị trấn này có diện tích 33,76 km², dân số năm 2010 là 1002 người, mật độ 30 người/km².